# 黄金进制
黄金进制（英語：Golden ratio base）是使用黄金比φ作为底数的进位制，其中 {\textstyle \varphi ={\frac {1+{\sqrt {5}}}{2}}\approx 1.61803399\ldots }是一个无理数。在英语中，黄金进制也叫做base-φ、golden mean base、phi-base、phinary。在黄金进制下，任何非负整数都约定使用0和1表示，并且不连续使用两个1，这叫做黄金进制的标准形。任何黄金进制的数凡是出现11，就一定可以根据黄金比φ的性质 φn+φn−1=φn+1 表示成标准形。例如，11φ = 100φ。
虽然黄金进制使用无理数作为基底，任何非负整数在黄金进制下都可以表示成有限小数。所有有理数则都可以表示成循环小数。所有数的有限表示都是唯一的，但和十进制一样，整数和有限小数都可以写成无限小数的形式，如十进制中的 1 = 0.99999…。

## 举例
| 十进制数 | 用φ的幂表示         | φ进制数    |
| -------- | ------------------- | ---------- |
| 1        | φ0                  | 1          |
| 2        | φ1 + φ−2            | 10.01      |
| 3        | φ2 + φ−2            | 100.01     |
| 4        | φ2 + φ0 + φ−2       | 101.01     |
| 5        | φ3 + φ−1 + φ−4      | 1000.1001  |
| 6        | φ3 + φ1 + φ−4       | 1010.0001  |
| 7        | φ4 + φ−4            | 10000.0001 |
| 8        | φ4 + φ0 + φ−4       | 10001.0001 |
| 9        | φ4 + φ1 + φ−2 + φ−4 | 10010.0101 |
| 10       | φ4 + φ2 + φ−2 + φ−4 | 10100.0101 |

## 转化到标准形
211.01φ是φ进制数，但并非标准形，因为它含有“11”和“2”，以及1=-1。我们可以根据以下公式将它转化到标准形：
- 011φ = 100φ
- 0200φ = 1001φ
- 010φ = 101φ

公式的代换过程对结果没有影响。具体过程如下：
```
  211.0
1
φ

  300.0
1
φ
     011
φ
 → 100
φ

 1101.0
1
φ
     0200
φ
 → 1001
φ

10001.0
1
φ
     011
φ
 → 100
φ
 (again)
10001.
1
01
φ
    0
1
0
φ
 → 
1
01
φ

10000.011
φ
    0
1
0
φ
 → 
1
01
φ
 (again)
10000.1
φ
      011
φ
 → 100
φ
 (again)
```

任意非标准形正数都可以唯一地标准化。这样处理之后如果第一位是负数，此时需要将每一位数都变成相反数，重新标准化并加上负号。例如：
101φ = -101φ = -110.1φ = -1.1φ = -10φ

## 整数的黄金进制表示
通常所说的整数在黄金进制下是有限小数。例如，整数5转化成黄金进制的过程如下所示：
1. 5以下φ的最高次冪是 φ3 = 1 + 2φ ≈ 4.236；
2. 与5求差为5 - (1 + 2φ) = 4 - 2φ ≈ 0.763；
3. 0.763以下最大的φ的冪是 φ－1 = -1 + 1φ ≈ 0.618；
4. 再次求差，4 - 2φ - (-1 + 1φ) = 5 - 3φ ≈ 0.145
5. 0.145以下最大的φ的冪是 φ－4 = 5 - 3φ ≈ 0.145；
6. 再次求差得到0
7. 于是：　5 = φ3 + φ－1 + φ－4

5用φ进制表示就是1000.1001φ。
这里其实利用了以下事实：凡φ的冪都可以用整数a、b表示成 a + b φ 的形式。因为 φ2 = φ + 1 、φ－1 = -1 + φ 。如此一来，数之间比大小就容易了。实际上，a + bφ > c + dφ 和 2(a － c) － (d － b) > (d － b) × √5 等价。只需将 φ = (1+√5)/2 代入，稍作处理就可得到这一结果。
黄金进制下的有限小数不全是整数，还包括环{\displaystyle \mathbb {Z} [\phi ]:=\{a+b\phi \mid a,b\in \mathbb {Z} \}}的元素。

### 数的表示不唯一
和其他进位制相同，黄金进制中也可以用多种形式表示同一个数。就像10进制中0.999...=1，φ进制中0.1010101…φ=1。
- 使用非标准形变换：1  = 0.11φ = 0.1011φ = 0.101011φ = … = 0.10101010…φ
- 使用等比級数展开：1.0101010…φ 等于
{\displaystyle \sum _{k=0}^{\infty }\phi ^{-2k}={\frac {1}{1-\phi ^{-2}}}=\phi }
- 错项相减：φ2 x - x = 10.101010…φ - 0.101010…φ = 10φ = φ 所以 x = φ/(φ2 － 1) = 1

这种不唯一是进位制的特征，1.0000和0.101010…都是标准形。一般地，φ进位制中数最后的1用01循环代替即可得到另一标准形。

## 有理数的黄金进制表示
在黄金进制中，可以用有限小数或者循环小数表示任意非负有理数，以及从有理数和√5生成的域Q[√5]中的非负元素。其中
{\displaystyle \mathbb {Q} (\phi )=\mathbb {Q} ({\sqrt {5}}):=\{a+b{\sqrt {5}}\mid a,b\in \mathbb {Q} \}}
相反地，黄金进制中的有限/循环小数都是Q[√5] 中的非负元素。例如：
- 1/2 ≈ 0.010 010 010 010 ... φ
- 1/3 ≈ 0.00101000 00101000 00101000... φ
- √5 = 10.1φ
- 2+(1/13)√5 ≈ 10.010 1000100010101000100010000000 1000100010101000100010000000 1000100010101000100010000000 ...φ

对这一点的证明与十进制中类似。在黄金进制下进行长除法。因为其余数的可能值是有限个，所以必定会出现循环。例如 1/2 = 1/10.01φ = 100φ/1001φ 进行长除法如下：
```
               .0 1 0 0 1
        ________________________
1 0 0 1 ) 1 0 0.0 0 0 0 0 0 0 0
            1 0 0 1                        代换 10000 = 1100 = 1011
            _______                        于是 10000-1001 = 1011-1001 = 10
                1 0 0 0 0
                  1 0 0 1
                  _______
                      etc.
```

反之，黄金进制中的循环小数都属于Q[√5]。因为循环部分形成了等比级数，对它求和即可得到Q[√5]的元素。

## 无理数的黄金进制表示
常见无理数的黄金进制表示如下：
- π ≈ 100.010010101001000101010100 …φ （OEIS數列A102243）
- e ≈ 100.000010000100100000000100 …φ （OEIS數列A105165）
- √2 ≈ 1.0100000101001010010000000101 …φ （OEIS數列A352678）
- φ = {\displaystyle {\frac {1+{\sqrt {5}}}{2}}} = 10φ（在此計數系統為整數）
- √5 = 10.1φ

## 四则运算
在黄金进制中可以和其它进制一样进行四则运算。加法、减法、乘法的计算方法如下：

### 加、减、乘
先计算，后转化
即先对每一位按十进制数的方法计算，但不进行进位、借位，计算完再转化为标准形。例如：
2+3 = 10.01 + 100.01 = 110.02 = 110.1001 = 1000.1001
2×3 =  10.01 × 100.01 = 1000.1 + 1.0001 = 1001.1001 = 1010.0001
7-2 = 10000.0001 - 10.01 = 10010.0101 = 1110.0101 = 1001.0101 = 1000.1001
避免0和1以外的数
更加自然的做法是将数转化为非标准形，以避免出现需要进位和借位的 1+1 或 0-1 。例如：
2+3 = 10.01 + 100.01 =  10.01 + 100.0011 = 110.0111 = 1000.1001
7-2 = 10000.0001 - 10.01 = 1100.0001 - 10.01 = 1011.0001 - 10.01 = 1010.1101 - 10.01 = 1000.1001

### 除法
除了整数以外，所有有理数都不能用有限位φ进制数表示。也就是说，黄金进制中能用有限小数表示的数只有整数或者域Q[√5]中的无理数。两个整数相除得到有理数的情况已经在上文说明了。

## 斐波那契进制
斐波那契进制（Fibonaccimal Base）是與黃金进制關係緊密的計數系統。它只用0和1表示數，每個數位的位值對應斐波那契數。和黃金进制一樣，其標準形也不連續使用兩個1。如：
30 = 1×21 + 0×13 + 1×8 + 0×5 + 0×3 + 0×2 + 1×1 + 0×1 = 10100010fib.
由於最末位始終為零，因此有時會將之省去，而省去後的結果則與齊肯多夫表述法相同。